# Troll (Mythologie)

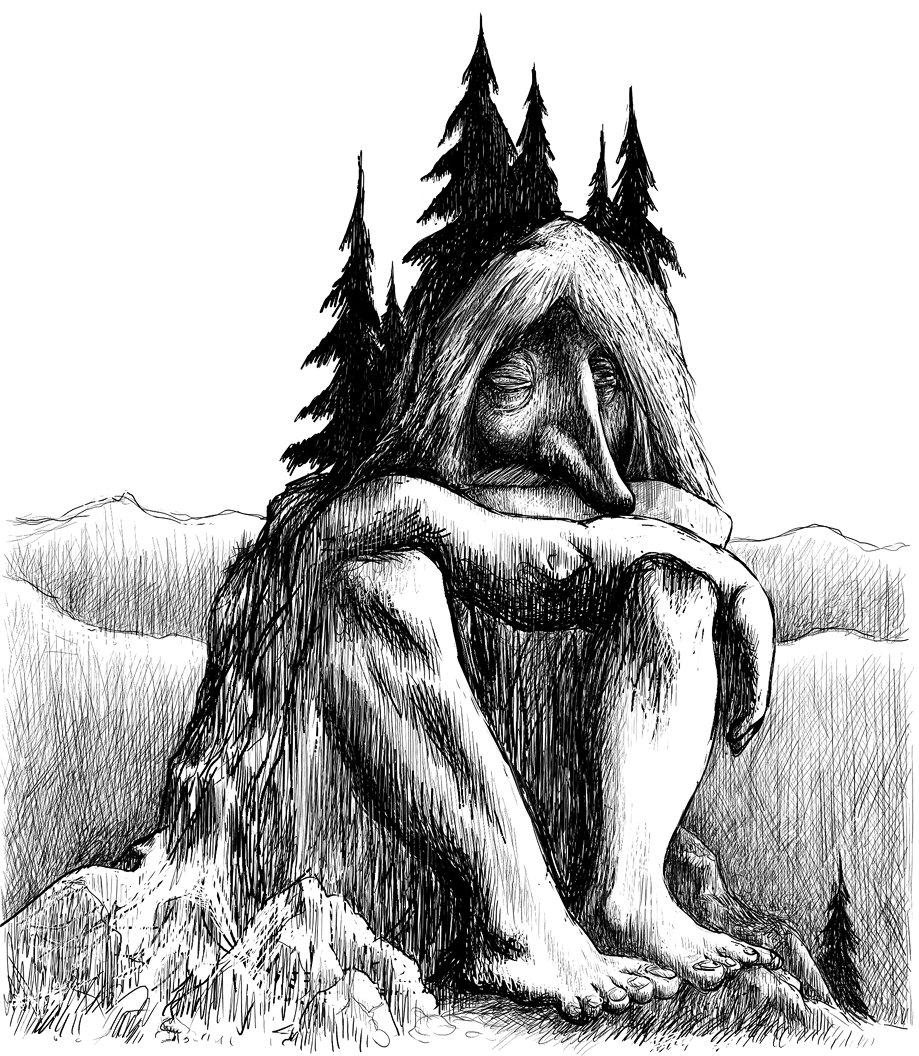
Troll verwandelt sich in einen Berg

Ein Troll war in der skandinavischen Mythologie ein riesenhafter Ureinwohner, der im Mittelalter durch christlichen Einfluss zu einem folkloristischen Dämon oder Kobold mutiert hat. Seit dem 19. Jh. wird er grafisch und literarisch als ein riesiger oder auch zwergwüchsiger, hässlicher und fellbedeckter Humanoid mit großer Nase und nur vier Fingern an jeder Hand dargestellt. im 21. Jh. ist der Internet-Troll zu einem Begriff der Netzkultur geworden.

## Etymologie
Mittelhochdeutsch bezeichnete troll sowohl einen groben, plumpen, bäuerlichen Menschen als auch einen Dämon oder Kobold. Die Herkunft ist nicht sicher geklärt, wahrscheinlich ist der Bezug zu den mittelhochdeutschen Verben trollen und drollen (rollen, drehen, wälzen) die mit dem englischen troll (drehen, rollen) und droll verwandt sind.
Schwedisch troll ist ein Geistwesen, das Verb trolla bedeutet „zaubern, (ver)hexen“. Dänisch trold ist ein Alb, Kobold; Isländisch tröll ist ein übernatürliches Wesen, oft als Zwerg oder auch als Riese dargestellt, das Höhlen, Hügel und ähnliche Orte bewohnt, auf christlichen Einfluss geht die Bedeutung „Zauberer, böser Geist, Monster“ zurück. Verwandt sind  französisch drôle „ulkig, drollig“,  deutsch und holländisch drollig, englisch droll „scherzen, jmd. scherzhaft hereinlegen“. Dazu gehören auch deutsch Trulle und englisch trull.

## Norwegen

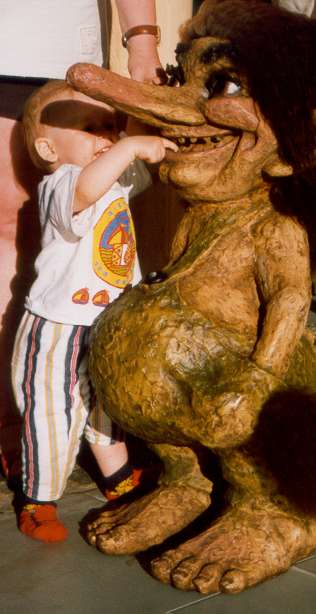
Troll vor dem norwegischen Pavillon auf der Expo 2000 in Hannover

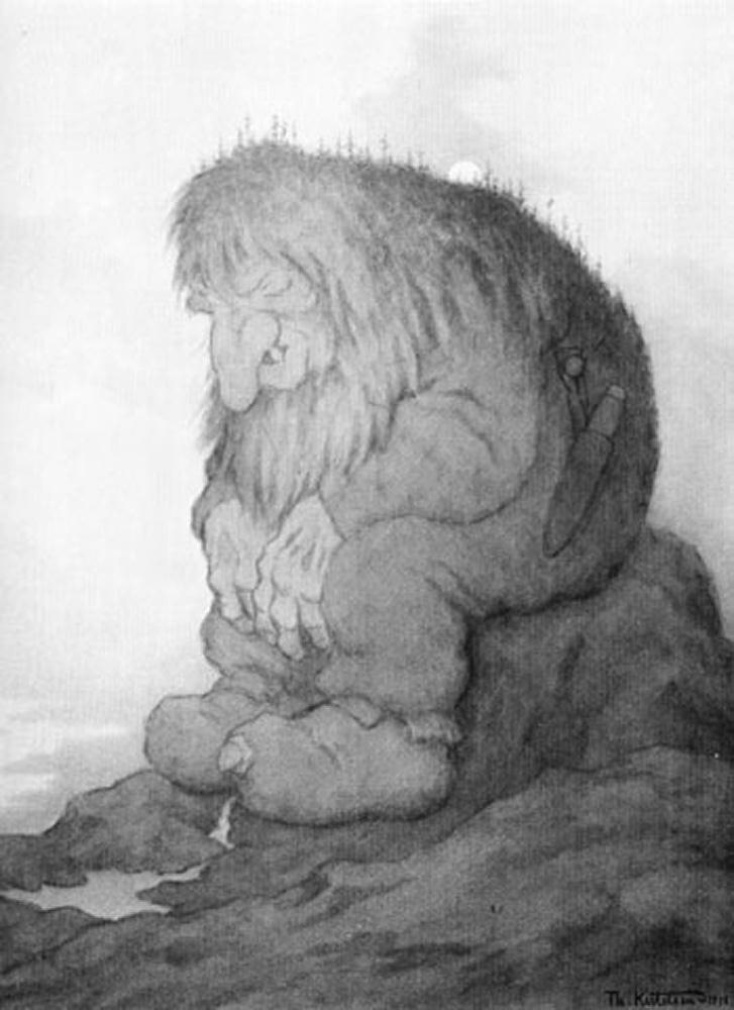
Troll, gezeichnet von Theodor Kittelsen

Nach der nordischen Mythologie hausen die Riesen und Trolle in Utgard, während die Menschen in Midgard und die Asen in Asgard leben. In der Heimskringla wird in der Saga von Olaf dem Heiligen erzählt, wie Arnljot Gelline mit einem Trollweib kämpft, das nachts in einer Berghütte schlafende Händler überfällt und tötet. Zwar halfen die mythischen Trolle mit ihren Riesenkräften der Sage nach gelegentlich auch beim Bau von Kirchen wie der Kathedrale von Trondheim und halfen so, deren Standorte zu legitimieren, doch wurden sie nach der Christianisierung und vor allem nach der Reformation um 1600 aus der Mythologie verdrängt und überlebten (wie auch in Island) nur in der Folklore und in Volksmärchen meist in verzwergter Form.
Eine weitere ätiologische Sage von Trollen überliefert die Sage des Torghatten und die Sieben Schwestern.
In 21 der Norwegischen Volksmärchen, die von Peter Christen Asbjørnsen und Jørgen Moe ab 1841 herausgegeben wurden, kommen Trolle vor.
Als holzgeschnitzte Puppen gehören Trolle heute zum Kunsthandwerk und touristischen Erscheinungsbild Norwegens. Sie sind dort als Souvenirs beliebt. Diese Holzfiguren sind bucklig, vierschrötig und mit einer langen Nase gestaltet. In humorvoller Anspielung auf Norwegens Reichtum aus den Öl- und Gasvorkommen in der Nordsee werden sie gelegentlich auch als Ölscheich-Variante gestaltet. Ein norwegisches Erdölfeld in der Nordsee erhielt den Namen Troll A.
Neben der Bergregion Trollheimen wurde auch eine Gebirgsstraße bei Åndalsnes in Süd-Norwegen nach ihnen benannt: Trollstigen, zu deutsch Trollleiter.
Der norwegische Künstler Theodor Kittelsen ist bekannt für seine Trolldarstellungen.

## Schweden
Auch in der schwedischen Folklore spielen Trolle, allerdings beiderlei Geschlechts, eine große Rolle. Souvenirs, die Trolle darstellen sollen, werden aus allen denkbaren Materialien hergestellt: Tannenzapfen, Holz, Steinen, Zweigen, Wolle usw. Sie haben meist eine große Nase, eher an eine Kartoffel erinnernd. Die schwedischen Trolle sind nicht unbedingt Schaden bringend, sondern eher geheimnisvoll und unzuverlässig. Sie leben der Sage nach im Wald. Besonders hat sich der Mythos erhalten, die Trolle würden kleine Kinder stehlen und anstelle des Menschenkindes ihr eigenes Kind ins menschliche Kinderbettchen legen (Wechselbalg). Doch es gibt auch die Geschichte vom Herrn Mannelig, die von einer Bergtrollin erzählt, die einen Ritter heiraten will. Ferner gelten sie ähnlich wie Feen oder Hexen als Erklärung für sonst unerklärbare Phänomene (das haben die Trolle gemacht). Gern bauen die Skandinavier in ihren Vorgärten den kleinen, flinken und hilfreichen Trollen Miniaturhäuser, die den eigenen Wohnhäusern verblüffend ähneln. Selbst Miniaturkirchen für Trolle sind in den Vorgärten aufgestellt.
Ein Dolmen bei Hagestad in Schonen in Südschweden trägt den Namen Trollasten, dt. Trollstein.
Rolf Lidberg, Einar Norelius und John Bauer (1882–1918) sind schwedische Künstler, die Trollmotive in ihren Werken verwenden.

## Island
Island wurde von Norwegen, Schweden und Dänemark aus besiedelt. Die skandinavische Ursprache hat sich im Altisländischen am reinsten erhalten, während sie im Norwegischen, Schwedischen und Dänischen verloren gegangen ist (vgl. Isländischer Sprachpurismus). So verwundert es nicht, dass gerade die isländische Folklore und Literatur (Edda) die Trolle kennt. Die bizarre Vulkanlandschaft Islands ist besonders bei Nebel dazu angetan, Felsformationen als Ungeheuer und Trollvolk erscheinen zu lassen. Viele Geschichten und Mythen ranken sich um die Trolle, und nicht selten sind besonders markante Landschaftsbestandteile nach Trollen benannt (z. B. die Felsbastion Skessuhorn am Berg Skarðsheiði in Westisland).

## Dänemark
Trold ist in dänischen Übersetzungen der prosaischen Edda die Übersetzung für isländisch Bjergrieser und Thurser. In den ältesten eddischen Nachrichten ist Trol gleichbedeutend mit Thusser und Jetter und bedeutete eine Nation, die östlich und nordöstlich von den Asen gegen das Eismeer hin wohnte, und mit welcher die Asen viel zu tun hatten. ehe sie nach dem Norden kamen. Überhaupt scheint nur ein geringer oder gar kein Unterschied zwischen Thurser, Thusser, Hrymthusser, Rieser, Bjergriser, Jetter, Jötner und Trolde gewesen zu sein. In den Nachrichten, welche Odins und der Asen erste Wohnplätze und Kriege im Norden betreffen, scheinen sie die Einwohner des Nordens zu bedeuten, welche jene hier vorfanden.
Seitdem sich das Christentum auszubreiten begann, verstand man unter Troller eine Art Teufel oder böse Geister in Menschengestalt, so etwa in den Sagen über Olaf Tryggvesson und Olaf dem Heiligen. Die Gesta Danorum des Saxo Grammaticus schildern Trolle als ein altes Volk von Riesen, welche eine beliebige Gestalt annehmen können. Wikinger fürchteten sich bei ihren Seefahrten vor Seeungeheuern, besonders Riesenwalen, die von Troll-Hexen beschworen wurden; so auch in der Frithjofssage.
Diese Troller, Trolde waren des Landes Urbewohner, Leute, die wild in Höhlen und Wäldern wohnten. Da sie sahen, dass die Ankömmlinge mit ihnen um Nahrung konkurrierten, verlegten sie sich aufs Rauben und erschlugen die Ankömmlinge. Die Trolde waren abgehärteter, stärker, roher und ungebildeter als die Ankömmlinge. Man sagte, Thor (der Donner) habe die Trolden verfolgt, weil Donner, Sturm und Ungewitter sie in ihre Höhlen, Schluchten und Wälder trieb, dort Schutz zu suchen.
Ähnlich wie in Norwegen und Schweden ist auch in Dänemark der Troll eine im Souvenirsektor, im Kinderbuch und im Vorgarten beliebte Figur. Der Begriff Trold findet sich auch in geografischen Bezeichnungen wie dem Troldborg Ring bei Vejle. Künstlerisch wurde der Troll auch in mehreren Werken des dänischen Bildhauers Niels Hansen Jacobsen aufgegriffen.
Auf Bornholm erfreut sich das Maskottchen Krølle-Bølle besonderer Beliebtheit.

## Färöer
Auch auf den Färöern sind Sagen von Trollen überliefert, so die Sage von Risin und Kellingin.

## Literarische Verarbeitung

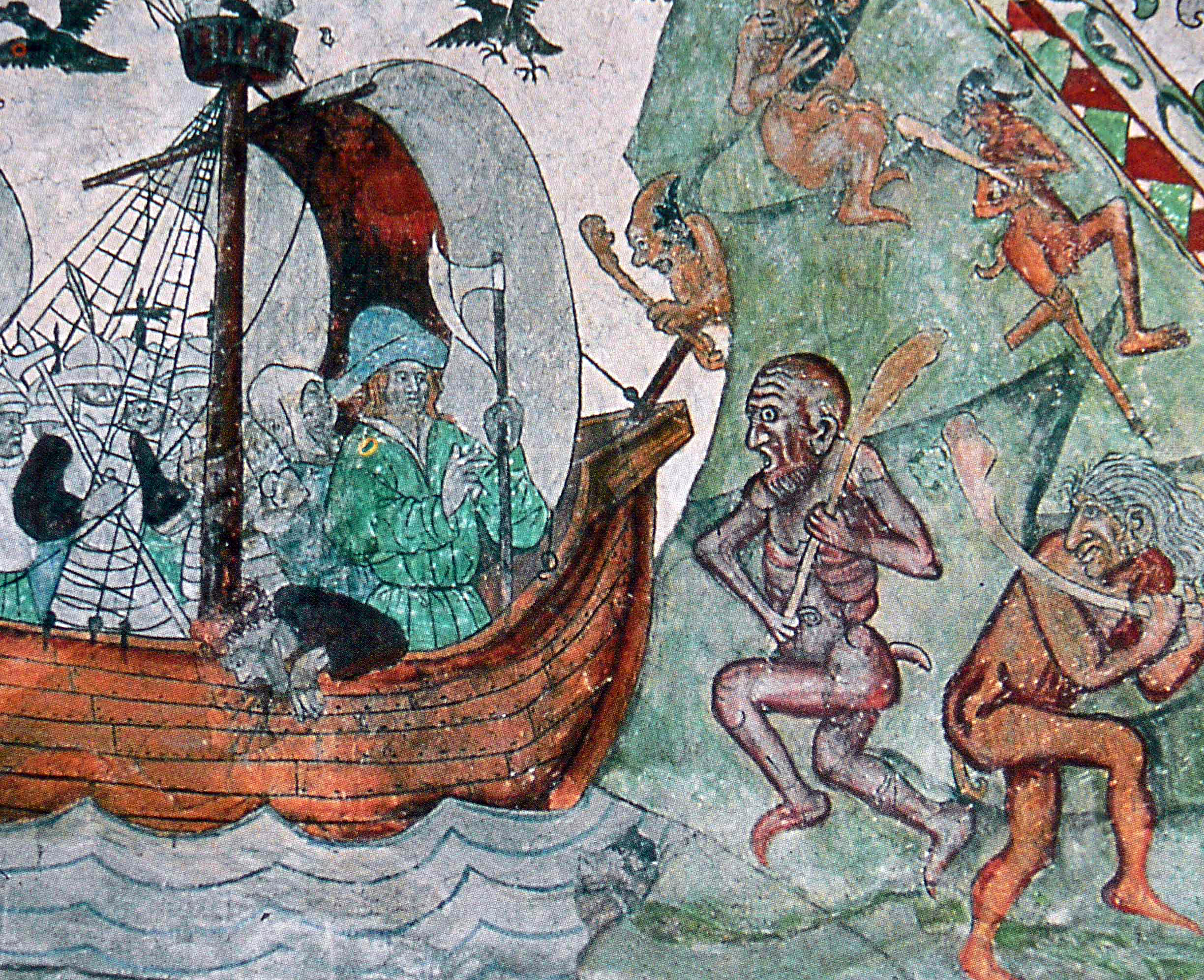
„Olav der Heilige verwandelt Trolle zu Stein.“ Wandmalerei aus dem 15. Jahrhundert zu einer Legende über den norwegischen König (reg. 1015–1028) in der Kirche von Dingtuna, Västmanland, Schweden

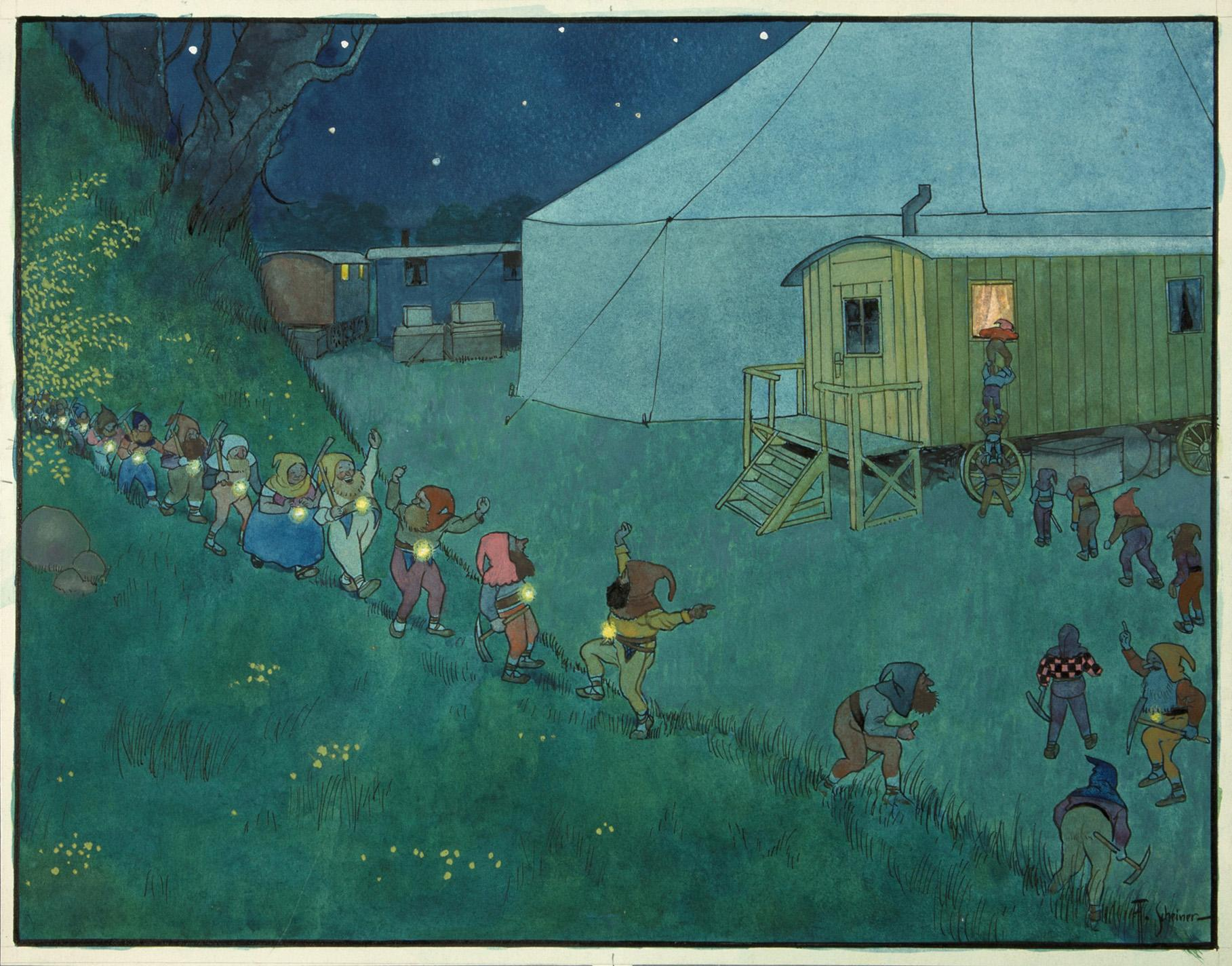
„Umzug der Trolle“ von Artuš Scheiner

In der schwedischen Literatur sind die Trolle unter anderem durch die Illustrationen von John Bauer zu den Märchen in der Reihe Bland tomtar och troll unsterblich und außerdem weltberühmt geworden. Eine Auswahl der Märchen auf Deutsch ist unter dem Titel Trolle, Wichtel, Königskinder erschienen.
Henrik Ibsen erwähnt den Troll in seinem Drama Peer Gynt. Auch Knut Hamsun, Trygve Gulbranssen, Bjørnstjerne Bjørnson, Selma Lagerlöf und viele andere Dichter, Schriftsteller und Erzähler ließen sich von der Gestalt des Trolls inspirieren. Weitere Beispiele von Trollen in der Literatur sind:
- die grobschlächtig-brutalen Steintrolle in J. R. R. Tolkiens Der Hobbit und viele andere Trolle in seinem weiteren literarischen Werk,
- die gutartigen Mumintrolle von Tove Jansson,
- der boshafte Stollentroll, ein Bewohner des fantastischen Kontinents Zamonien bei Walter Moers,
- die Troll Minigoll-Trilogie von Henning Boëtius,
- die Handbücher des Übersinnlichen, Band 1 (im Original The Goblin Companion) von Brian Froud und Terry Jones, in denen verschiedenste Trollarten verzeichnet sind,
- Bernhard Hennens Trolle, die in seiner Elfen-Serie vorkommen und dort als 3 bis 4 Schritt hohe, steinfarbene, menschen- und elfenfressende Humanoide beschrieben werden,
- Brückentrolle, die in einigen deutschen Märchen und Sagen vorkommen. Sie haben ihren Namen durch ihre Bewachung von Brücken oder Furten erhalten. Wer über den Fluss will, muss an den Troll Zoll entrichten oder ihm mit einer Gefälligkeit dienen.
- In den Romanen von der Scheibenwelt von Terry Pratchett sind Trolle eine auf Silizium basierende Spezies, die hauptsächlich hoch in den Bergen lebt.
- Christoph Hardebusch schreibt in seinem Roman Die Trolle eine komplette Geschichte über diese Fantasiewesen, die er in Schlacht der Trolle und Zorn der Trolle fortsetzt. Hier werden die Trolle vergleichsweise intelligent dargestellt und weisen in ihrem Verhalten schon annähernd menschliche Züge auf.
- Erich Köhler wählt in seinem Roman Sture und das deutsche Herz den Troll für die Hauptfigur Sture, die dadurch in der Lage ist, durch die Jahrhunderte zu reisen und Abenteuer zu erleben, die Köhler in einen politisch-historischen Bezug stellt.

## Filme

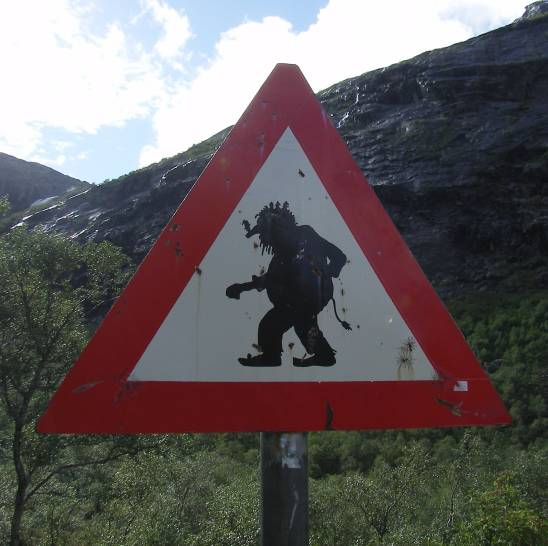
Troll-Verkehrszeichen beim Trollstigen

- Die 2010 in den norwegischen Kinos und 2011 in Deutschland als DVD erschienene Mockumentary Trollhunter erzählt die Geschichte von drei studentischen Filmemachern, die einen Trolljäger begleiten. Dieser hat von der Regierung die Aufgabe bekommen, die offiziell geheim gehaltenen Trolle zur Strecke zu bringen, wenn diese ihr Revier verlassen und deshalb eine Gefahr für die Menschen werden.
- Im schwedisch-dänischen Fantasy-Drama Border aus dem Jahr 2018 entdeckt eine Grenzbeamtin, dass sie und ihr Liebhaber Trolle sind. In dem Film sind Trolle eine von den Menschen fast ausgerottete Spezies, die ein inniges Verhältnis zur Natur und eine sehr spezielle Sexualität hat. Auch das Wechselbalg-Motiv kommt vor.[8]
- Am 1. Dezember 2022 erschien auf Netflix Troll, ein Monsterfilm des norwegischen Regisseurs Roar Uthaug. In dem Film erwacht ein riesenhafte mythische Kreatur im heutigen Norwegen durch rücksichtslose Sprengarbeiten zum Leben und bringt das Land an den Rand einer atomaren Katastrophe.

## Sonstiges
Trolle tauchen in zahlreichen Varianten in vielen kulturellen Produkten auf, die sich mehr oder weniger auf die germanisch-nordische Kultur beziehen. Da sie häufig Bewohner verschiedener Fantasywelten wie der Scheibenwelt oder Mittelerde sind, erscheinen sie auch in den Verarbeitungen dieser Welten in Filmen oder Computerspielen. Ab den 1960er-Jahren wurden die Zaubertrollpuppen populär.